# Imperial Ottoman
Imperial Ottoman es una variedad cultivar de ciruelo (Prunus domestica), de las denominadas ciruelas europeas,
una variedad de ciruela muy antigua, de origen desconocido, probablemente del sureste de Europa o Turquía.
Las frutas tienen un tamaño mediano, color de piel amarillo intenso, casi amarillo dorado, incluso en la sombra, con pequeños puntos blanco verdosos y una fina pruina blanco azulada; , y pulpa de color amarillo dorado translúcido, textura suave, fundente, jugosa, y sabor ligeramente dulce, poco o nada fragante.

## Sinonimia
- "Ottomanische Kaiserpflaume",
- "Türkische gelbe Pflaume",
- "Impériale de Turquie",
- "Impériale Ottomane",
- "Ottoman".[2]

## Historia
'Imperial Ottoman' es una variedad de ciruela muy antigua, de origen desconocido, probablemente del sureste de Europa o Turquía. Fue descrita por vez primera en 1831.
Se cree que fue introducida en Estados Unidos procedente de Turquía por William Prince.
Ha sido descrita por : 1. Lond. Hort. Soc. Cat. 149. 1831. 2. Horticulturist 1:11 fig. 1846. 3. Elliott Fr. Book 413. 1854. 4. Mas Pom. Gen. 2:137. 1873. 5. Mathieu Nom. Pom. 442. 1889.

## Características
'Imperial Ottoman' árbol grande, recto, de crecimiento fuerte, que produce bien, preferiblemente un lugar cálido y suelo seco, muchas veces no madura bien en climas húmedos, pero funciona mucho mejor en suelos arenosos. Tiene un tiempo de floración que comienza a partir del 12 de abril con el 10% de floración, para el 16 de abril tiene una floración completa (80%), y para el 26 de abril tiene un 90% de caída de pétalos.
'Imperial Ottoman' tiene una talla de fruto de tamaño mediano, de forma redondo, con la sutura plana, línea muy fina; epidermis gruesa, dura y agria, que es fácil de separar de la pulpa, siendo su piel de color amarillo intenso, casi amarillo dorado, incluso en la sombra, con pequeños puntos blanco verdosos y una fina pruina blanco azulada; Pedúnculo delgado y recto, ubicado en una cavidad del pedúnculo de hueco ancho, casi plano; pulpa de color amarillo dorado translúcido, textura suave, fundente, jugosa, y sabor ligeramente dulce, poco o nada fragante.
Su tiempo de recogida de cosecha de finales de agosto a principios de septiembre.

## Usos
La ciruela 'Imperiale Ottoman' es de postre, pero mejor como ciruela de cocina.